# Амдо

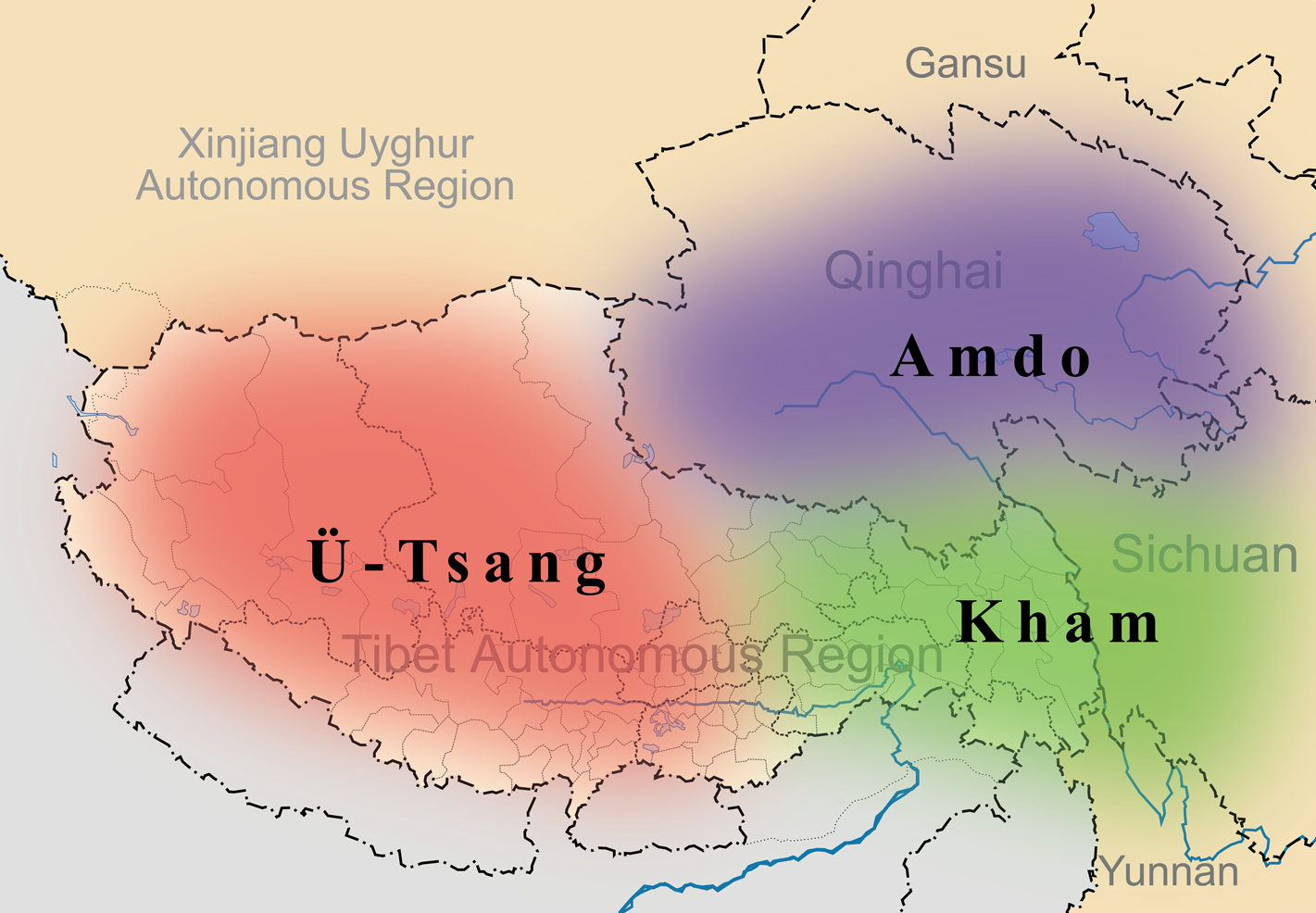
Амдо на карте Тибета

Амдо́ (тиб. ཨ་མདོ), или Мдо (མདོ) — тибетское название огромного безлесного региона между поймами рек Янцзы и Хуанхэ, простирающегося на северо-востоке Тибетского нагорья до самых пределов Внутреннего Китая и признающего авторитет Далай-ламы. Амдо считается родиной ламы Цонкапы. Здесь же родился и Далай-лама XIV.
В 1917 году в Амдо утвердилась власть дунганских мусульманских милитаристов из клана Ма, одержавших ряд побед над тибетцами. В 1928 году генералы Ма признали над собой суверенитет Китайской Републики, контролируемой Гоминьданом.
Правительство Тибета в изгнании рассматривает Амдо как один из трёх основных регионов Тибета, наряду с У-Цангом и Камом. Правительство КНР, наоборот, Амдо тибетскими землями не считает. В настоящее время историческое Амдо разделено между китайскими провинциями Цинхай, Сычуань и Ганьсу. До середины XX века большинство населения составляли тибетцы и монголы, с тех пор всё большую долю составляют китайцы. В 1959 году многие амдосцы отправились в изгнание. Ныне[когда?] в большинстве ламаистских школ и университетов Индии и Тибета преподавателями являются именно выходцы из региона Амдо.
В 2000 году через регион Амдо прошла трасса Цинхай-Тибетской железной дороги.
В составе Тибетского автономного района название Амдо присвоено слабонаселённому уезду в округе Нагчу.

## География
Амдо состоит из всего бывшего северо-восточного Тибета, включая верховья Мачу или Хуанхэ и озеро Цинхай. Его южная граница — горы Баян-Хар. В данной местности почти не растут деревья, однако она обильно покрыта травой. Животные региона представлены дикими яками и киангами. Домашние животные региона представлены домашними яками и хайнаками, козами, овцами и монгольскими лошадьми.